# ماکسیمیلیان دیتس
ماکسیمیلیان دیتس (انگلیسی: Maximilian Dietz؛ زادهٔ ۹ فوریهٔ ۲۰۰۲) بازیکن فوتبال اهل آلمان است.
وی همچنین در تیم ملی فوتبال United States U17 بازی کرده‌است.